# Court (Berne)
Pour les articles homonymes, voir Court.
Court est une commune suisse du canton de Berne, située dans l'arrondissement administratif du Jura bernois.

## Géographie
Court se trouve à 5 km à vol d’oiseau de Moutier, le long du cours de la Birse. Le territoire communal culmine à 1 045 m sur le Mont-Girod, à 1 280 m sur le Graitery et à 1 405 m sur la chaîne de Montoz (Montagne-de-Granges).
À l’est, le territoire communal se prolonge en direction de la vallée du Chaluet, un petit affluent de la Birse. La superficie communale est occupée à raison de 4 % par l’habitat, 61 % par la forêt et les pâturages boisés, 34 % par les zones agricoles et 1 % de sol improductif.

## Histoire

Photo aérienne (1947)

La première mention écrite de Court remonte au 13 mai 1148, sous le nom de Cort, dans un document du pape Eugène III. Le 17 février 1179, on trouve le toponyme Curt dans un acte du pape Alexandre III. Ce document mentionne également les hameaux de Chavanney, à l'entrée du vallon de Chaluet, et de Minvilier, à l'ouest de la localité. Ces deux hameaux furent complètement détruits par les épidémies de peste du XVIe siècle.
La route des gorges de Court à Moutier fut achevée en 1752 par le prince-évêque de Bâle Rinck de Baldenstein. Auparavant, la vallée de Tavannes était reliée à Moutier par la route Bévilard-Champoz-Perrefitte.
Le village dépendait jusqu'à la fin du XVIIIe siècle de l’Abbaye de Moutier-Grandval. De 1797 à 1815, Court appartint à la France, faisant partie du Département du Mont-Terrible, puis, à partir de 1800, du Département du Haut-Rhin, auquel le Mont-Terrible fut rattaché. Par décision du congrès de Vienne, le territoire de l’ancien Évêché de Bâle fut attribué au canton de Berne, en 1815.
En 1996, des fouilles archéologiques à l’ouest de Court permirent de retrouver des traces de l'ancien village Minvilier (ou Mévilier), habité du XIIe au XVe siècle et abandonné après une épidémie de peste.
Lors d’autres fouilles, quatre verreries ont été localisées à Chaluet. Elles furent actives entre 1657 et 1714, sur des emplacements différents. Les verriers, venus probablement de Forêt-Noire, se sont installés dans cette région en raison de la présence en quantité de sable siliceux, indispensable à la fabrication du verre.
À fin mars 1937, deux millions de mètres cubes de roches et de terres envahirent les gorges de Court, empêchant tout trafic routier entre Court et Moutier durant deux semaines et tout trafic ferroviaire durant plus d’une année.
Les familles Bueche, Chausse, Lardon, Marchand, Rossé, Serquet et Richon sont originaires de Court.
Le 22 septembre 2013, le projet de fusion de Valbirse avec les communes de Bévilard, Malleray, Pontenet et Sorvilier est refusé à la suite du rejet de la commune.

## Économie
Court est un important centre de l'industrie du décolletage. Arnold Hänni et Ernest Künzli sont les pionniers dans la fabrication de fournitures d’horlogerie à Court. Ils créent leur entreprise en 1888, alors que les tours automatiques apparaissent avec Jakob Schweizer à Bienne et Nicolas Junker à Moutier. Le décolletage va se développer tout au long du XXe siècle en suivant l’évolution dans le secteur des matériaux et de l’outillage. En 1975 selon le recensement fédéral, le village de Court dénombre 28 entreprises actives uniquement dans ce domaine et 7 autres dans la fabrication d’outillage pour cette activité (burins, canons, etc), formant ainsi une sorte d’écosystème. Les décolleteurs de Court se spécialisent dans certaines fournitures d’horlogerie (arbres de barillet, tiges de remontoir, mécanismes de mise à l’heure, etc.). Au fil des ans, le décolletage de précision découvre d’autres marchés (médical, connectique, automobile, micromoteurs, etc). L’outil de production évolue et une part croissante de machines à commande numérique (CNC) vient compléter le parc de tours à cames.
Le village dénombre également d'autres petites et moyennes entreprises actives dans la mécanique, l’horlogerie et les instruments de mesure.
L’extraction du sable siliceux, sur le Mont-Girod, s’effectue jusqu’au milieu du XXe siècle. Eugène Rossé en fait commerce à partir de 1905. Des bennes accrochées à un câble acheminent le sable sur une infrastructure située à l’ouest de Court, dans le vallon des Chauxfours. Il y est stocké avant d’être transporté chez de gros clients comme la Verrerie de Moutier, la fonderie Von Roll, à Choindez, ou la savonnerie vanBaerle à Münchenstein (BL). Témoin de cette activité aujourd’hui disparue, le lac Vert (47,2° N/7,32° E) est une poche vidée de son sable vitrifiable.

## Transports
- Sur la ligne ferroviaire Sonceboz-Sombeval – Moutier (– Solothurn)
- Autoroute A16  15

## Sport
Durant 24 ans, le Rallye automobile de Court voit des centaines d’équipages suisses et étrangers se mesurer sur les routes de la région. La première édition se déroule le 24 août 1968. À partir de 1971, l’épreuve compte pour la Coupe de Suisse des rallyes. Puis, en 1975, elle entre en jeu pour le Championnat de Suisse des rallyes. En 1992, en raison des nouvelles exigences de l'Office de la circulation routière et de la navigation du canton de Berne, les organisateurs décident d’abandonner la mise sur pied de cette compétition annuelle.

## Personnalités
- Fernand Jabas (1868-1947)[17], pédagogue[18].
- Willy Lardon (de), ancien lutteur et roi de la lutte en 1937 et 1943
- Francis Lardon, ancien joueur de l'équipe de Suisse de hockey sur glace et du HC Bienne, champion de LNB en 1975 et de LNA en 1978

## Infrastructures

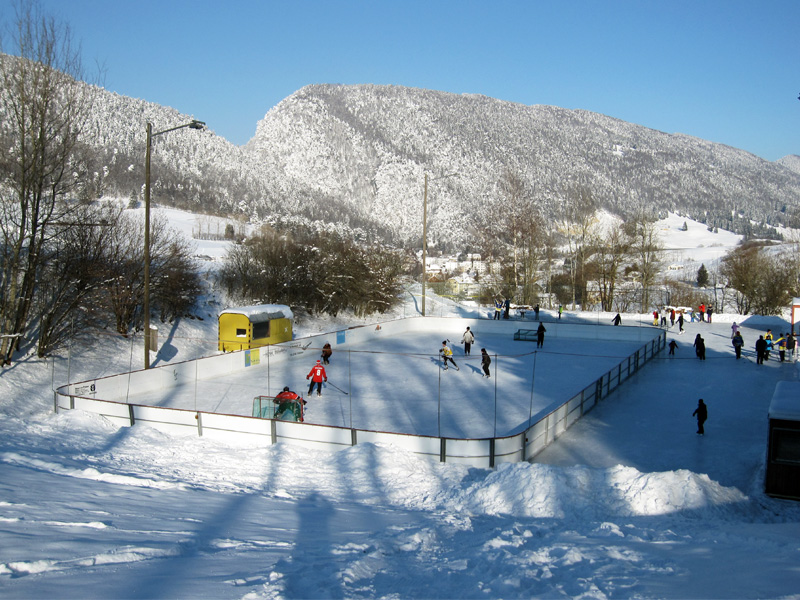
Patinoire de Court